# Talita Baqlah
Talita Baqlah, född 27 oktober 1995, är en jordansk simmare. 

## Karriär
Baqlah tävlade för Jordanien vid olympiska sommarspelen 2012 i London, där hon blev utslagen i försöksheatet på 50 meter frisim. Vid olympiska sommarspelen 2016 i Rio de Janeiro blev Baqlah utslagen i försöksheatet på samma distans.
I juli 2021 vid OS i Tokyo slutade Baqlah på 45:e plats på 50 meter frisim.